# Silencio en la biblioteca
Silencio en la biblioteca (Silence in the Library) es el octavo episodio de la cuarta temporada moderna de la serie británica de ciencia ficción Doctor Who, emitido originalmente el 31 de mayo de 2008. Es la primera parte de una historia en dos episodios que concluyó con El bosque de los muertos, y en ella debutó Alex Kingston en el papel de la acompañante del futuro River Song.

## Argumento

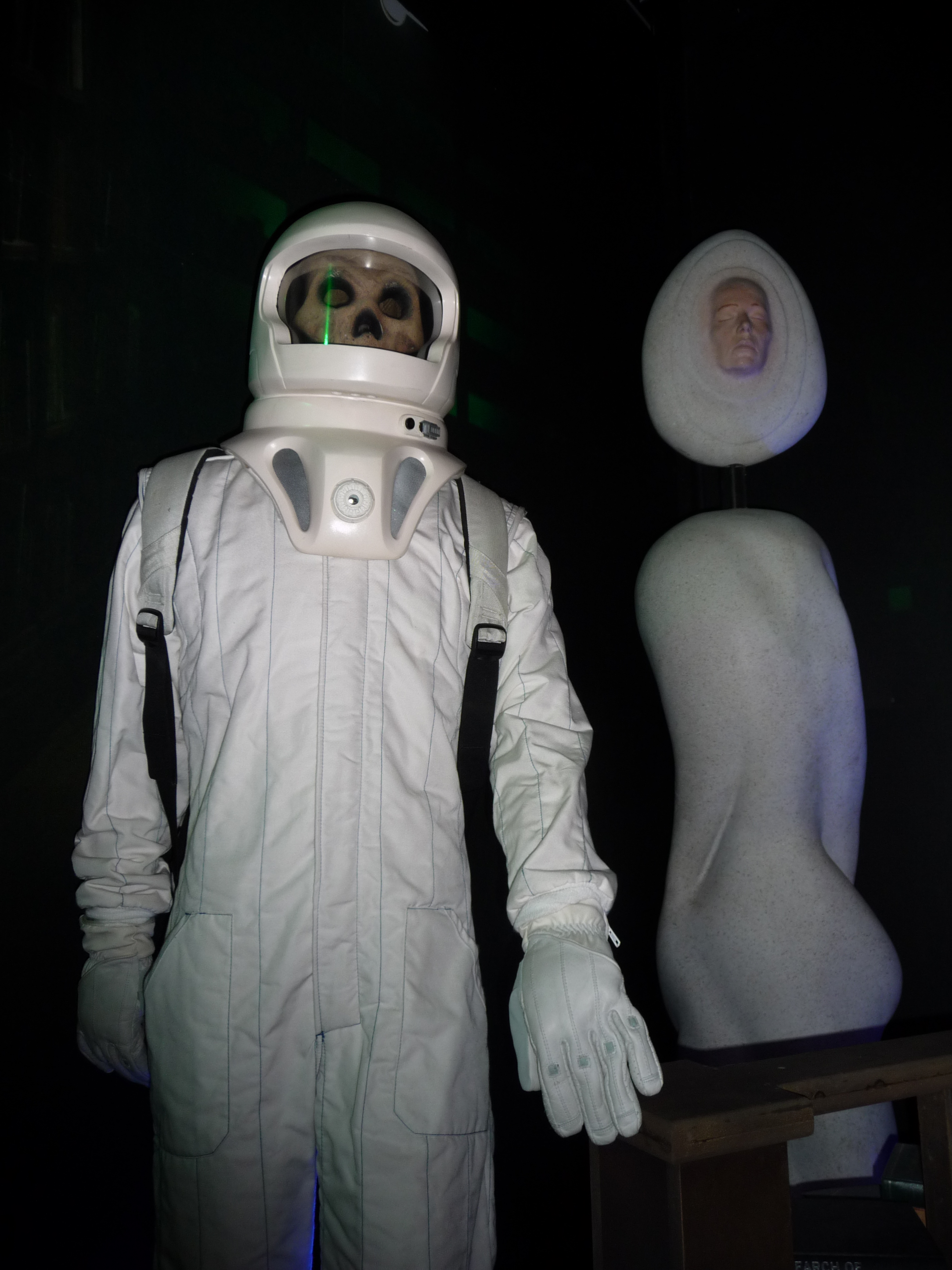
Una de las víctimas de los Vashta Nerada.

El episodio comienza con una niña (Eve Newton) sentada en la consulta del Dr. Moon (Colin Salmon). Ella le habla de una biblioteca que puede ver en su imaginación. Se disgusta cuando descubre que hay alguien en su biblioteca, y ve cómo el Doctor (David Tennant) y Donna (Catherine Tate) entran de golpe en la habitación. Después, la historia vuelve atrás desde el punto de vista del Doctor. Donna y él han llegado en el siglo LI a una biblioteca del tamaño de un planeta que simplemente llaman la Biblioteca. El Doctor está respondiendo a una llamada en el papel psíquico, pero al llegar encuentran la biblioteca extrañamente vacía. Al acercarse a un ordenador cercano para buscar información, este le dice que no hay humanos en la biblioteca, pero sí millones y millones de signos de vida no humana. Un nodo de información les avisa de que cuenten las sombras, y después ven cómo las luces comienzan a apagarse una por una. Corren hasta la habitación del principio donde encuentran una cámara de seguridad flotante que reacciona en dolor cuando el Doctor la examina con su destornillador sónico. Consultando otro nodo de información, les dice que la biblioteca se ha sellado a sí misma, pero que la brecha ha sido abierta y otros vienen. Justo entonces, llega un equipo de exploradores liderados por la arqueóloga River Song (Alex Kingston). El equipo ha llegado para investigar por qué la biblioteca se ha sellado a sí misma 100 años atrás. River actúa como si conociera al Doctor y tiene un viejo diario con la portada decorada con la imagen de la TARDIS. Le revela que fue ella quien le envió el mensaje al papel psíquico, y descubre que este Doctor es la versión más joven que nunca ha conocido de él. Dándose cuenta de que él aún no la conoce, River se niega a darle más información.
El sistema de operaciones de la Biblioteca parece estar conectado de algún modo a la mente de una niña que vive en un apartamento en el siglo XXI. Cuando el Doctor intenta acceder a los ordenadores de la biblioteca, la niña provoca que los libros comiencen a saltar de las estanterías. Estos eventos aparecen para ella como programas en su televisor. El Dr. Moon la visita otra vez, diciéndole que la biblioteca de su imaginación es real, y que su mundo real es una mentira, y le implora que salve a la gente que ha llegado a la biblioteca.
De vuelta a la biblioteca, el Doctor explica que están rodeados por los Vashta Nerada, unas criaturas que cazan escondidas en forma de sombras. Nota que todo planeta los tiene, pero normalmente están en grupos mucho menos numerosos y no tan agresivos. La Srta. Evangelista (Talulah Riley), del grupo de exploradores, se distrae con una puerta que se abre, y va sola a investigar. Los Vashta Nerada la devoran, dejando limpio el hueso en apenas unos segundos. El Doctor y Donna descubren que el equipo lleva unos dispositivos de comunicación que pueden conservar sus impulsos mentales incluso después de la muerte, y quedan destrozados al oír a la Srta. Evangelista todavía hablando por el dispositivo pero actuando confusamente. Mientras los impulsos comienzan a degradarse, comienza a repetir la misma frase una y otra vez, hasta que River finalmente apaga el traje.
El equipo se interrumpe cuando descubren que su piloto, Auténtico Dave (Harry Peacock), de repente tiene dos sombras. El Doctor sugiere usar su destornillador sónico para hacer los trajes espaciales más densos, y se sorprende al ver a River utilizando otro destornillador sónico que parece más avanzado que el suyo. Sellan a Dave en su traje, pero los Vashta Nerada entran de todas formas y le devoran. Las criaturas reaniman el traje de Dave, y lo utilizan para perseguir a los otros. El Doctor intenta teletransportar a Donna por seguridad de vuelta a la TARDIS, pero algo va mal, y Donna no se rematerializa adecuadamente. Mientras el equipo huye del traje de Dave, el Doctor se queda horrorizado al ver un nodo de información con la cara de Donna en él. El nodo les dice que "Donna Noble ha dejado la biblioteca y que se ha salvado". El cliffhanger muestra a los personajes atrapados entre el traje de Dave por un lado y las sombras avanzando por el otro.

### Continuidad
Según Steven Moffat, la pistola que usa River Song para ayudar al equipo a escapar de los Vashta Nerada es la misma que usó Jack Harkness (John Barrowman) en El Doctor baila. Moffat sugiere que Jack se la dejó en la TARDIS tras El momento de la despedida, y Song se la quedó en el futuro del Doctor.
Cuando la profesora River Song abre su diario para comparar notas con el Doctor, ella pregunta si sabe sobre el accidente del Byzantium. Esto es una referencia al futuro serial del Undécimo Doctor El tiempo de los ángeles. Ella indica que el accidente del Byzantium está situado relativamente pronto en su relación desde la perspectiva de ella.

## Producción

### Guion
Originalmente, esta historia en dos partes iba a ir en la tercera temporada. Al principio, Moffat quería introducir a los ángeles llorosos aquí después de ver una estatua de un ángel en un cementerio de vacaciones con la familia. Sin embargo, tras cancelarse la anterior historia, Helen Raynor se encargó de esos episodios, escribiendo Daleks en Manhattan y La evolución de los Daleks, y Moffat se presentó voluntario en compensación para escribir el episodio "ligero" de aquella temporada, optando por utilizar a los ángeles llorosos en lo que sería Parpadeo. Después, durante la cuarta temporada, Moffat revisitó sus ideas anteriores, y pensó que la biblioteca sería un "gran escenario" para Doctor Who sin ser demasiado exótico. El personaje de River Song se creó originalmente para darle más sentido a la trama. Moffat supo que el equipo de arqueólogos debían confiar en el Doctor, pero el papel psíquico no iba a ser suficiente para explicar y convencerles de cómo apareció en una biblioteca sellada. Así, Moffat decidió que el Doctor conociera a uno de los arqueólogos. Después, se dio cuenta de que esta idea era demasiado "sosa", así que en su lugar decidió que uno de ellos le conociera a él.

### Casting
Para el papel de River Song, a quien el productor ejecutivo Russell T Davies describió como "algo así como la mujer del Doctor", el equipo de producción quiso llamar a Kate Winslet. Uno de los primeros papeles como actriz de Winslet fue en la serie juvenil de BBC One Dark Season, escrita por Davies. El papel de River Song fue al final para Alex Kingston, conocida por su papel protagonista en la popular serie estadounidense Urgencias. Sobre la elección de Kingston, Davies dijo "¡Joder, la adoro!". Kingston había sido fan de Doctor Who desde pequeña. Cuando la eligieron para el papel, ella no se esperaba que acabara convirtiéndose en un personaje recurrente. Después supo que Moffat siempre había tenido previsto su regreso posterior. A Kingston le gustó interpretar a una heroína de acción poco común, y alabó el programa por su variedad de escenarios y oportunidades "para revivir las fantasías infantiles", jugando con pistolas láser y llevando variados vestuarios de una aparición a la siguiente. Respecto a tener que hablar con palabras complicadas de tecnojerga, ella dijo que había "trabajado con una consultora de medicina en Urgencias, que nos explicaba lo que decíamos, y así lo decíamos con intención y veracidad. ¡En Doctor Who, no tengo ni idea de lo que significaban algunas de mis frases!".
Hablando de trabajar junto a Tennant y Tate en su episodio de presentación en 2008, Kingston dijo, "Simplemente congeniamos. He hecho papeles de invitada en otros programas, pero pocas veces he sentido un lazo tan estrecho". Sobre trabajar con Kingston, Tate dijo después: "Soy una gran fan de Urgencias. Cuando tienes a la gente en un pedestal, suele ser una decepción cuando los conoces y descubres que son completamente normales. Pero Alex no decepciona en absoluto. Es una persona tan adorable". Tennant dijo: "Alex es tremenda. Cuando te cuenta las historias de sus salidas con George Clooney, sabes que es una persona especial".

### Rodaje y efectos
Algunas escenas se rodaron en la antigua biblioteca central de Swansea, Gales, a finales de enero y principios de febrero de 2008, y el Brangwyn Hall en Swansea.
La presencia de los Vashta Nerada se creó con iluminación a cargo del director de fotografía Rory Taylor. Para llevar el ojo a las sombras, estas se intensificaron en postproducción por parte de la compañía de efectos especiales The Mill.

## Emisión y recepción

### Emisión y audiencias
Antes de que se fuera a emitir el episodio, The Sun obtuvo una copia del guion y amenazó con publicarla, a lo que Moffat respondió: "¡Que les dejen, me gustaría ver a The Sun publicar tantas palabras en un solo día!". Como ocurrió en 2007, la BBC empujó una semana la emisión de Doctor Who por su cobertura del Festival de Eurovisión 2008 que se celebró el 24 de mayo. Silencio en la biblioteca se colocó contra la final del concurso Britain's Got Talent, y sus audiencias se resintieron. Las mediciones de BARB registraron 6,27 millones de espectadores para el episodio y 11,52 millones para el concurso. Fue la primera vez desde el regreso de la serie en 2005 que Doctor Who no tuvo la audiencia más alta en su horario de emisión. Aun así, tuvo una puntuación de apreciación de 89 (considerada "Excelente"), la más alta hasta la fecha en empate con El momento de la despedida, El día del Juicio Final, y la segunda parte de la semana siguiente, El bosque de los muertos. La repetición en BBC3 tuvo 1,35 millones de espectadores, casi el doble que la repetición del episodio anterior, El unicornio y la avispa.

### Recepción de la crítica y premios
El episodio recibió una respuesta positiva de los críticos. William Gallagher de Radio Times lo llamó "la mejor historia hasta la fecha" y se mostró positivo con el personaje de River Song. Travis Fickett de IGN le dio una nota de 9,2 sobre 10, alabando el escenario de una biblioteca con libros y "diálogo terriblemente entretenido, un concepto para la mente tras otro, y momentos tremendos de personaje" entre todos los personajes. Sin embargo, pensó que la idea de los Vashta Nerada era "un poco tonta", especialmente cuando tomaron la forma de esqueletos. Ben Rawson-Jones de Digital Spy le dio 4 estrellas sobre 5, alabando "las ideas maravillosamente inventivas" de los fantasmas de datos y los nodos, así como las estrellas Kingston, Salmon y Newton. Sin embargo, su "pequeña crítica" era que algunas ideas eran similares a otro episodio de Moffat para Doctor Who. Richard Edwards, para SFX, le dio al episodio 5 estrellas sobre 5, y lo llamó "lo mejor de la temporada hasta ahora". Alabó particularmente el miedo que inspiraban los Vahsta Nerada y la "intrigante historia paralela" de la niña.
Den of Geek clasificó en 2011 el cliffhanger de Silencio en la biblioteca como uno de los diez mejores de la historia de la serie. IGN nombró a las dos partes de la historia como el cuarto mejor episodio de la época de Tennant, y lo mismo hizo Sam McPherson de Zap2it. El episodio, junto con El bosque de los muertos, fue nominado para el premio Hugo a la mejor presentación dramática en forma corta, pero lo perdió contra Dr. Horrible's Sing-Along Blog.